# Джуди Карне
Джу́ди Карне́ (англ. Judy Carne; 27 апреля 1939, Нортгемптон — 3 сентября 2015[…], Нортгемптон, Восточный Мидленд) — англо-американская актриса-комик телевидения, менее известна как киноактриса, актриса театра и певица.

## Биография
Джойс Одри Боттерилл (настоящее имя актрисы) родилась 27 апреля 1939 года в городе Нортгемптон (графство Нортгемптоншир, Англия). Родители — Гарольд и Кэти Боттерилл работали обычными продавцами овощей-фруктов в близлежащем городке Кингсторп. Девочка с детства обучалась танцам, а после окончания средней школы переехала в городок Ист-Гринстид в графстве Западный Суссекс, где окончила театральную школу «Буш-Дэвис». Именно там преподаватель посоветовал ей для сцены сменить имя Джойс на Джуди; вторую часть своего псевдонима девушка взяла у персонажа по имени Сарат Карне из малоизвестной пьесы «Бонавентура» Шарлотты Гастингс.
С 1958 года Джуди Карне начала появляться в телепередачах, телеиграх и ток-шоу, с 1961 года — сниматься в телесериалах и телефильмах, в 1962 году состоялся дебют актрисы на киноэкранах. В том же году она уехала в США, где стала сниматься также для кино и телевидения.
В 1970 году Карне пригласил к себе Бродвейский театр: с 14 апреля по 18 июля она играла роль Полли в постановке «Приятель» (111 представлений).
С начала 1970-х годов стали отмечаться финансовые проблемы Карне, а также её наркотическая зависимость.
В 1976 году Карне окончила свою карьеру: после она лишь появилась в эпизодических ролях в 1982 году в одном сериале, и в 1993 году в одном кинофильме.
В 1978 году Карне попала в серьёзное ДТП: она была пассажиркой, поступила в больницу с переломом шеи, за рулём был её бывший муж Роберт Бергман, с которым она оформила развод семь лет назад. Это произошло сразу после того, как окончился суд над актрисой, которую признали невиновной в хранении героина. В дальнейшем ей это обвинение выдвигали ещё не раз, в 1986 году она была поймана с героином в аэропорту Хитроу, за что получила трёхмесячный тюремный срок.
В 1985 году свет увидела её автобиография под названием «Смеясь снаружи, плача внутри», которая не заинтересовала читателей. В ней бывшая актриса подробно описала свою бисексуальность, известных любовников (Видал Сассун (ей было 18 лет, ему 29), Стирлинг Мосс (ей было 19 лет, ему 29) и Энтони Ньюли), брак с Бёртом Рейнольдсом и опыт употребления наркотиков.
В конце 1980-х годов Карне вернулась в Великобританию, поселилась в деревне Питсфорд (графство Нортгемптоншир), завела двух собак и вела полузатворнический образ жизни.
Джуди Карне скончалась 3 сентября 2015 года от пневмонии в Нортгемптоне, где и родилась 76 лет назад.

### Личная жизнь
В 1958—1959 годах у Карне был краткий любовный роман с пилотом Формулы-1 Стирлингом Моссом (1929—2020).
28 июня 1963 года Карне вышла замуж за очень известного американского актёра Бёрта Рейнольдса (1936—2018). 9 июля 1965 года последовал развод, детей у пары не было.
Между первым и вторым браком у актрисы были отношения со Стивом Маккуином, Уорреном Битти и некой женщиной, длившиеся полтора года.
3 мая 1970 года Карне вышла замуж за малоизвестного кинопродюсера, кинооператора, монтажёра, киноактёра, сценариста и режиссёра Роберта Бергмана. В 1971 году последовал развод, детей у пары не было.

## Избранная фильмография

### Широкий экран
- 1962 — Пара трусов[англ.] / A Pair of Briefs — экзотическая танцовщица
- 1964 — Американизация Эмили / The Americanization of Emily — 2-я «безымянная баба»

### Телевидение
- 1961 — Опасный человек / Danger Man — Хуанита (в эпизоде The Hired Assassin)
- 1962—1963 — Честный обмен[англ.] / Fair Exchange — Хитер Финч (в 21 эпизоде)
- 1963 — Бонанза / Bonanza — сестра Мэри Кэтлин (в эпизоде A Question of Strength[англ.])
- 1964 — Доктор Килдейр[англ.] / Dr. Kildare — медсестра-студентка (в эпизоде A Nickel's Worth of Prayer)
- 1964—1965 — Бейли из Бальбоа[англ.] / The Baileys of Balboa — Барбара Уинтун (в 4 эпизодах)
- 1964—1966 — Вертикальный взлёт[англ.] / 12 O'Clock High — разные роли (в 3 эпизодах)
- 1965 — Гиджет[англ.] / Gidget — Пэт Тейлор (в эпизоде Is It Love or Symbiosis?)
- 1965 — Дочь фермера[англ.] / The Farmer's Daughter — Мари (в эпизоде A Sonny Honeymoon)
- 1965, 1967 — Человек от Д.Я.Д.И.[англ.] / The Man from U.N.C.L.E. — разные роли (в 2 эпизодах[англ.])
- 1966 — Дымок из ствола / Gunsmoke — «Жемчужина» (в эпизоде Sweet Billy, Singer of Songs[англ.])
- 1966 — Шоу Пэтти Дьюк[англ.] / The Patty Duke Show — Салли (в эпизоде Fiancee for a Day[англ.])
- 1966—1967 — Любовь на крыше[англ.] / Love on a Rooftop — Джули Уиллис (в 30 эпизодах)
- 1966, 1969 — Я мечтаю о Джинни[англ.] / I Dream of Jeannie — разные роли (в 2 эпизодах)
- 1967 — Большая долина / The Big Valley — Бриджет Уэллс (в 2 эпизодах)
- 1967—1971 — Смех с Роуэном и Мартином[англ.] / Rowan & Martin's Laugh-In — разные роли (в 58 эпизодах)
- 1968 — Беги, если хочешь жить[англ.] / Run for Your Life — Гиллан Уилмонт (в эпизоде A Dangerous Proposal)
- 1969, 1971—1973 — Любовь по-американски[англ.] / Love, American Style — разные роли (в 5 эпизодах)
- 1971 — По прозвищам Смит и Джонс[англ.] / Alias Smith and Jones — Лесли О’Хара (в эпизоде The Root of It All)
- 1972 — Страна Кейда[англ.] / Cade's County — Джуди (в эпизоде Shakedown)
- 1973 — Триллер[англ.] / Thriller — Гиллиан Пембертон (в эпизоде Someone at the Top of the Stairs)
- 1974 — Айронсайд[англ.] / Ironside — Этель Мэннинг (в эпизоде Once More for Joey)
- 1974 — Королевская скамья VII[англ.] / QB VII — Натали
- 1975 — Завоюй любовь Кристи![англ.] / Get Christie Love! — мисс Дьюк (в эпизоде Murder on High C)
- 1976 — Женщина-полицейский / Police Woman — сотрудница «Горячей линии» (в эпизоде Brainwash)

### В роли самой себя
- 1959—1960 — Жюри музыкального автомата[англ.] / Juke Box Jury — в 6 выпусках
- 1966—1968, 1971 — Голливудские квадраты[англ.] / Hollywood Squares — в 62 выпусках
- 1967—1968, 1970 — Шоу Майка Дугласа[англ.] / The Mike Douglas Show — в 3 выпусках (актриса)
- 1968 — Комедийный час братьев Смотерс[англ.] / The Smothers Brothers Comedy Hour — в выпуске № 2.17
- 1968 — Вы не сказали![англ.] / You Don't Say! — в 2 выпусках
- 1968, 1973 — Состязательная игра[англ.] / Match Game — в 15 выпусках (капитан команды в первых 10 выпусках)
- 1968 — Шоу Джерри Льюиса[англ.] / The Jerry Lewis Show — в выпуске Jane Powell, Judy Carne, The Osmond Brothers
- 1968—1969 — Шоу Джоуи Бишопа[англ.] / The Joey Bishop Show — в 4 выпусках
- 1969 — Голливудский дворец[англ.] / The Hollywood Palace — в выпуске № 6.13 (певица)
- 1969 — Это Том Джонс[англ.] / This Is Tom Jones — в выпуске № 1.9
- 1969, 1971 — Шоу Эда Салливана / The Ed Sullivan Show — в 2 выпусках (комик)
- 1969—1972 — Ночное шоу с Джонни Карсоном[англ.] / The Tonight Show Starring Johnny Carson — в 8 выпусках
- 1969—1970, 1974 — Шоу Мерва Гриффина[англ.] / The Merv Griffin Show — в 3 выпусках
- 1970 — Шоу Дика Каветта[англ.] / The Dick Cavett Show — в выпуске № 4.93
- 1970 — Это твоя жизнь[англ.] / This Is Your Life — в выпуске Reg Varney
- 1970—1971 — Шоу Энди Уильямса[англ.] / The Andy Williams Show — в 2 выпусках
- 1973 — Пирамида / Pyramid — в 10 выпусках
- 1976—1977 — Перекрёстный ум[англ.] / The Cross-Wits — в 2 выпусках
- 1980 — Ёк-макарёк[англ.] / Blankety Blank — в выпуске № 3.3
- 1990 — Геральдо[англ.] / Geraldo — в выпуске от 9 апреля
- 1990 — Шоу Говарда Стерна[англ.] / The Howard Stern Show — в 2 выпусках

### Исполнение песен
- 1968 — Смех с Роуэном и Мартином[англ.] / Rowan & Martin's Laugh-In — четыре песни в двух эпизодах

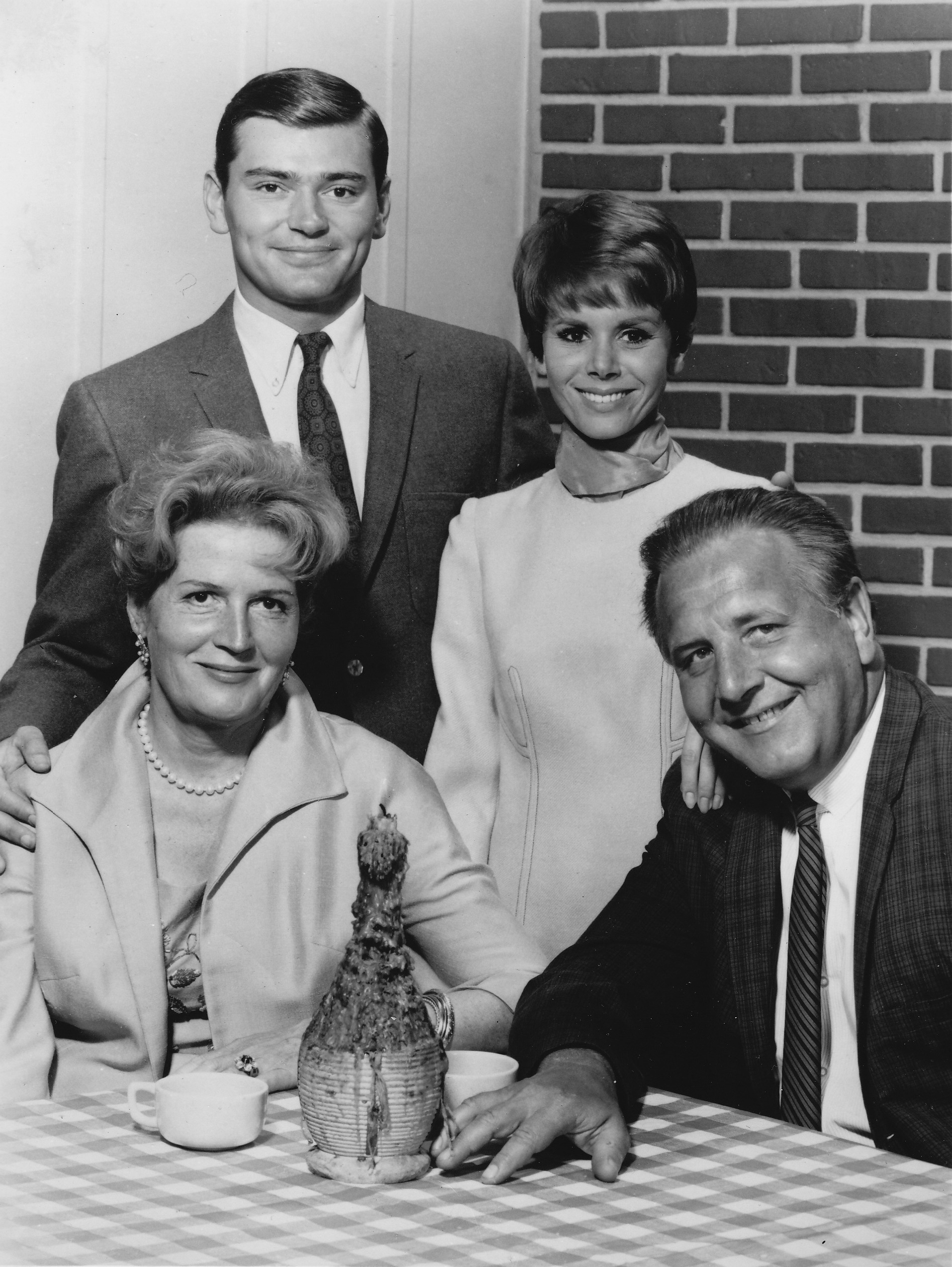
Основной состав сериала «Любовь на крыше[англ.]» (1966—1967). Слева направо — стоят: Пит Дуэл[англ.], Джуди Карне; сидят: Эдит Этуотер, Герб Воланд[англ.].
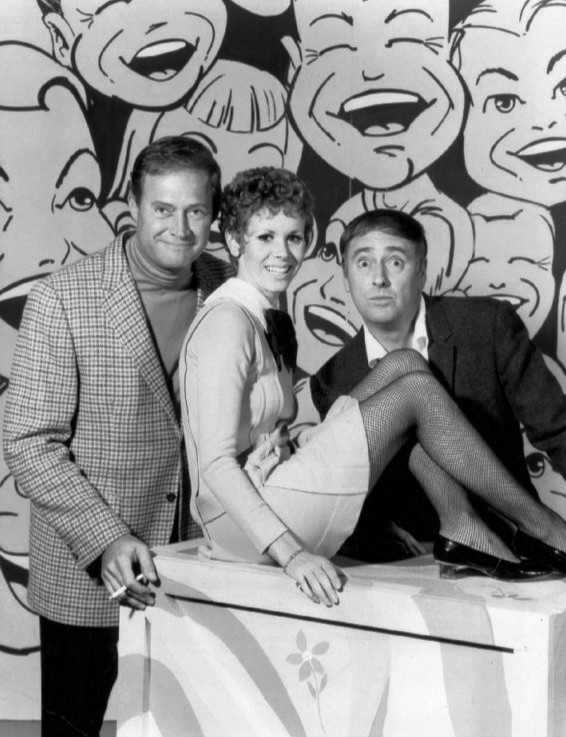
Слева направо: Дэн Роуэн[англ.], Джуди Карне и Дик Мартин[англ.] в пилоте сериала «Смех с Роуэном и Мартином[англ.]» (1967)
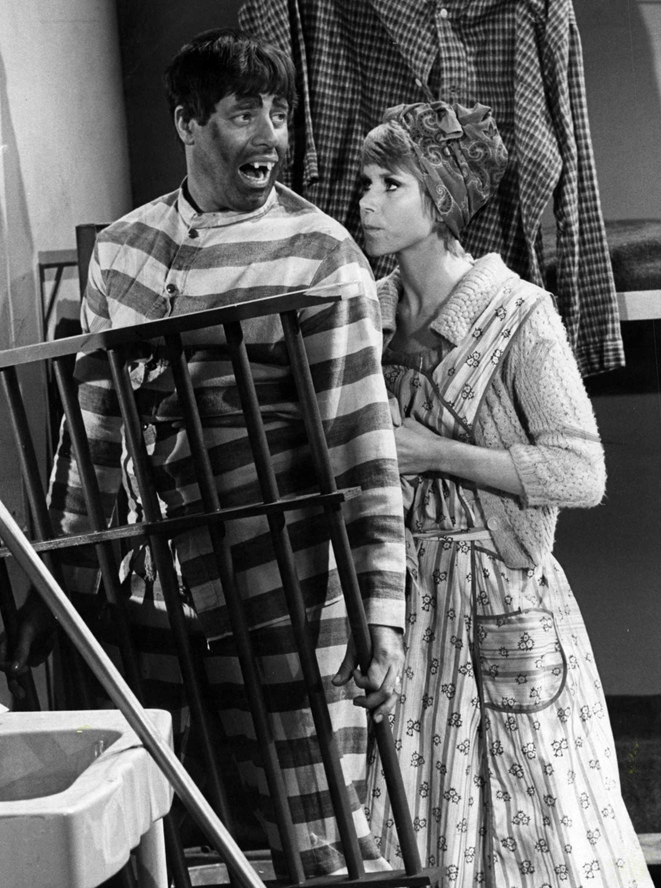
С Джерри Льюисом в передаче «Шоу Джерри Льюиса[англ.]» (1968)
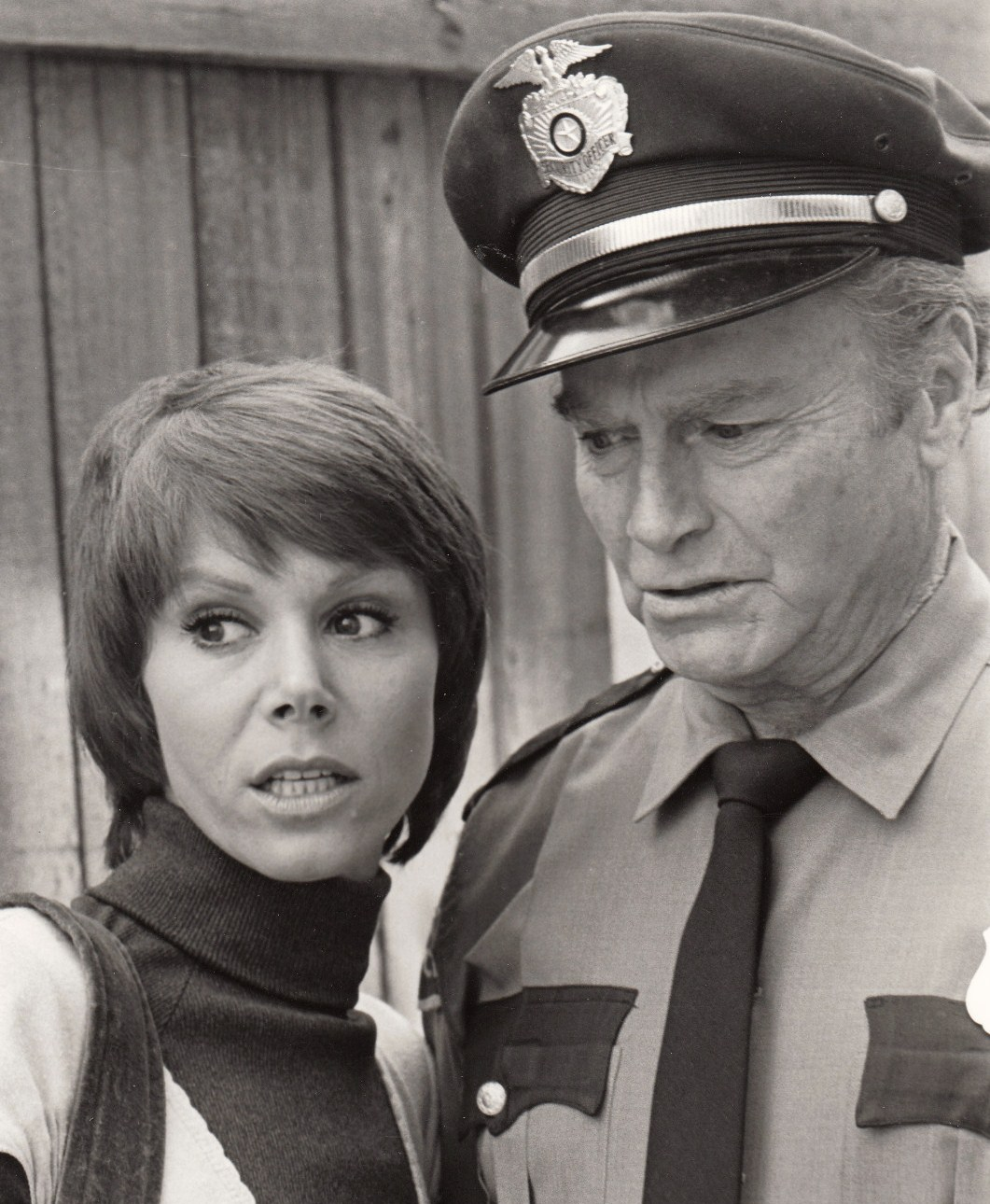
С Доном Барри[англ.] в сериале «Айронсайд[англ.]» (1974)